# Paratendipes albimanus
Paratendipes albimanus är en tvåvingeart som först beskrevs av Johann Wilhelm Meigen 1818.  Paratendipes albimanus ingår i släktet Paratendipes och familjen fjädermyggor. Arten är reproducerande i Sverige. Inga underarter finns listade i Catalogue of Life.